# Carlos Torrent
Carlos Torrent Tarres (ur. 29 sierpnia 1974 w Sarriá de Ter) – hiszpański kolarz torowy i szosowy, brązowy medalista olimpijski oraz brązowy medalista torowych mistrzostw świata.

## Kariera
Pierwszy sukces w karierze Carlos Torrent osiągnął w 1995 roku, kiedy wygrał szosowy wyścig Trofeo Guerrita. W 1999 roku zwyciężył w wyścigu Cursa Ciclista de Llobregat, a w 2002 roku wygrał Vuelta Ciclista a la Rioja. Na rozgrywanych w 2004 roku mistrzostwach świata w Melbourne wspólnie z Sergi Escobarem, Carlosem Castaño i Asierem Maeztu wywalczył brązowy medal w drużynowym wyścigu na dochodzenie. W tym samym składzie Hiszpanie zdobyli brązowy medal w tej konkurencji również na igrzyskach olimpijskich w Atenach. Wystąpił również na mistrzostwach świata w Kopenhadze w 2010 roku, gdzie był dwunasty w wyścigu punktowym. Ponadto Torrent wielokrotnie zdobywał medale mistrzostw kraju, w tym w pięciokrotnie był najlepszy.